# Seilerei Frey
Die Seilerei Frey in Ettenheim gehört als Seilerei zu den ältesten und traditionsreichsten Handwerksbetrieben des Ortes. Die Seilerei wird von der Familie Frey seit den Zeiten von Franz Josef Frey (1780–1835) betrieben. Zeitweilig betrieben in Ettenheim bis zu drei Angehörige der Familie Freys gleichzeitig die markanten Seilerbahnen des Ortes. Seit 1930 ist die Seilerei Frey der einzige Seilerei-Betrieb in Ettenheim, ihr damaliger Eigentümer Alois Frey war nach dem Zweiten Weltkrieg Innungsobmann im Regierungsbezirk Freiburg.

## Geschichte
Die Seilerei hat in Ettenheim eine lange Tradition und ist seit 1759 nachgewiesen. Als Rohstoffe für die Seilerei dienten in Ettenheim die Faserpflanzen Hanf und Flachs. Bis in die Mitte des 20. Jahrhunderts waren die etwa 50 bis 60 Meter langen, überdachten Seilerbahnen an der Straße nach Altdorf eine ortsbildprägende Erscheinung. Außer den Seilerbetrieben gab es in Ettenheim außerdem auch Zulieferbetriebe, in denen die zum Brechen der Faserpflanzen benötigten Hecheln und Hechelzähne gefertigt wurden.
Die Seilerfamilie Frey in Ettenheim geht auf Franz Josef Frey (1780–1835) zurück, der einen Landwirtschaftsbetrieb hatte und nebenbei Seilerei und Hechlerei betrieb. Als Seiler folgten ihm der Sohn Josef Frey (1805–1868), der Enkel Josef Frey (1836–1915) und darauf die Urenkel Max und Adolf Frey, die beide die Ettenheimer Seilerbahnen betrieben. Auch August Frey, ein weiterer Verwandter, betrieb eine Seilerbahn. Über an in die Erde gerammten Pfosten befestigte Rollen lief ein endloses Antriebsseil, das mit dem Antriebsrad einer Spindel verbunden war. Die mit einer Leine mit dem endlosen Seil verbundenen Seiler liefen rückwärts die Seilerbahn ab, wobei sie jeweils mit den Händen aus einem mitgeführten Hanfzopf einen Faserstrang formten, der über die Spindel verdreht wurde. Die Ettenheimer Seiler fertigten auf diesen Anlagen insbesondere Zugseile und Wagenseile. Zu ihren weiteren Produkten zählten Grasnetze, Bindfäden, Schnüre, Wäscheleinen usw.
Bis 1930 war die Seilerei von Max Frey der letzte Seilereibetrieb in Ettenheim. Noch vor dem Zweiten Weltkrieg ging der Betrieb an seinen Sohn Alois Frey (* 1907) über, der 1941 eine witterungsunabhängige Seilerbahn im Gewann Bienle errichtete. Nach dem Zweiten Weltkrieg wurde Alois Frey Innungsobmeister im Regierungsbezirk Freiburg. 1958 wurde das gewann Bienle zum Neubaugebiet, so dass der Betrieb auf das westliche Fürstenfeld ausweichen musste, wo ein 250 Meter langes Grundstück Raum für eine neue Seilerbahn bot. Die Seilerbahn wurde später verkürzt, nachdem 1974 auch die Produktion von Drahtseilen aufgenommen worden war.
Zum 1. Januar 1977 wurde Peter Frey, der Sohn des Eigentümers, Alleininhaber der Firma. Er konzentrierte sich vor allem auf die Herstellung von Netzen für den Wohn- und Arbeitsbereich, darunter vor allem Sport- und Sicherheitsnetze, und erbaute 1978 eine neue Produktionshalle.